# یلویل (آرکانزاس)
یلویل (آرکانزاس) (به انگلیسی: Yellville, Arkansas) یک شهر در ایالات متحده آمریکا با جمعیت ۱٬۲۰۴ نفر است که در آرکانزاس واقع شده‌است.

## موقعیت جغرافیایی
موقعیت جغرافیایی شهرها و مناطق اطراف به شرح زیر است: